# La Gioconda
La Gioconda, baseado em Angelo, tyran de Padoue, de Victor Hugo, é uma ópera de Amilcare Ponchielli e libreto de Arrigo Boïto, ambientada na Veneza do século XVII. Foi um grande sucesso, especialmente em sua terceira e última versão (Teatro alla Scala, Milão, 28 de março de 1880), assim como o maior sucesso na história da ópera italiana entre a Aida (1871) e Otello (1887) de Verdi. É também o exemplo mais famoso do gênero italiano de Grande opera, o equivalente do francês Grand-Ópera.
Ponchielli fez várias revisões desta obra.
Existem muitas gravações desta ópera e ela é frequentemente executada. Esta é uma das poucas óperas que apresentam um papel principal para cada um dos seis tipos de voz principais.

## Personagens
- Papéis Principais
  - Gioconda - Soprano
  - Laura Adorno - Mezzo-soprano
  - La Cieca - Contralto
  - Enzo Grimaldo - Tenor
  - Barnaba - Barítono
  - Alvisse Badoero - Baixo
- Papéis Menores
  - Zuàne - Baixo
  - Isèpo - Tenor
- Outros
  - Monge - Barítono
  - Piloto - Baixo
  - Dois cantores de rua - Barítono
  - Cantor ao fundo - Baixo
  - Voz à distância - Tenor
  - Grande Conselheiro - Mudo
  - Conselheiro dos dez - Mudo
  - Barqueiro - Mudo
  - Mestre Navegador - Mudo
  - Mouro - Mudo
  - Doge - Mudo
  - Trabalhadores, senadores, padres, nobres, marinheiros, crianças - Coro

## Sinopse
Cada ato de "La Gioconda" tem um título separado:
- Ato I: "A Boca do Leão";
- Ato II: "O Rosário";
- Ato III: "A Casa de Ouro";
- Ato IV: "O Canal Orfano".

O título da ópera pode ser traduzido como "A mulher sorridente", mas o título italiano parece ser usado invariavelmente.

## Sequências destacadas
- Prelúdio
- Feste! Pane!, Coro de introdução (I)
- Voce di donna o d'angelo, Concertato (I)
- O monumento, Monólogo de Barnaba (I)
- Carneval! Baccanal!, Furlana e dança popular (I)
- O cor, dono funesto, Arioso de Gioconda (I)
- Pescator, affonda l'esca, Canção de Barnaba (II)
- Cielo e mar!, Romanza de Enzo (II)
- Deh! non turbare - con ree parole, Dueto de Enzo e Laura (II)
- Stella del marinar!, Romanza di Laura (II)
- L'amo come il fulgor del creato, Dueto de Gioconda e Laura (II)
- Là turbini e farnetichi, Ária de Alvise (III)
- Danza delle ore, (III)
- Già ti vedo immota e smorta, Concertato (III)
- Suicidio!, Romanza de Gioconda (IV)